# Pin up
Pin up är en svensk kortfilm från 1996 med regi och manus av Mats Olof Olsson

## Handling
En 13-årig pojke, Fatty, och hans kamrater längtar efter att få se en naken kvinna.
En dag träffar Fatty sin nya granne, den vackra Berit, men i stället för att visa sina behag visar Berit upp sig i frälsningssoldatsuniform.

## Rollista
- Cecilia Ljung - Berit
- Robbie Baines - Fatty
- Peter Viitanen - Hästen
- Elias Ringqvist - Per
- Totte Steneby - Erik
- Kevin Kronow - Tomas